# Grzegorz Majkrzak
Grzegorz Majkrzak (ur. 25 kwietnia 1984) – polski prozaik i poeta współczesny.
Zadebiutował w 2002 roku tomikiem poezji Wyznanie spod Troi. W 2007 roku wydał tomik poezji pt. Drewniany chłopiec, który ukazał się pod patronatem Fundacji Jolanty Kwaśniewskiej "Porozumienie bez barier".

## Twórczość
- Wyznanie spod Troi, Nowy Świat, 2002, ISBN 83-88576-77-1
- Drewniany chłopiec, Wydawnictwo Księży Sercanów DEHON, 2007 ISBN 978-83-7519-034-2[3]
- Historia niedokończona, Wydawnictwo E-bookowo, 2008[4]